# Pierre-Sébastien Boulay-Paty
Pour les articles homonymes, voir Boulay et Paty.
Pierre-Sébastien Boulay-Paty (Abbaretz, 9 juillet 1763 - Donges, 16 juin 1830) est un juriste et homme politique français.

## Biographie
Pierre-Sébastien Boulay-Paty est le fils de Sébastien Boulay du Paty, laboureur près de La Meilleraye, et de Marie Gouzel.
Avocat (1787), sénéchal, puis procureur-syndic de Paimbœuf, il devient commissaire national près le tribunal de Paimbœuf en l'an II, commissaire du pouvoir exécutif en octobre 1792 puis commissaire du pouvoir exécutif près le tribunal de Loire-Inférieure en janvier 1796. Il résiste à Jean-Baptiste Carrier lors de la guerre de Vendée. Député de la Loire-Inférieure au conseil des Cinq-Cents, il prend part, à la Révolution, à l'élimination du Directoire de La Révellière-Lépeaux et Merlin et s'oppose au 18 brumaire. 
En 1800, il devient conseiller à la cour d'appel de Rennes. 
Il est l'un des meilleurs spécialistes de l'époque en droit maritime.
Beau-frère de l'amiral Emmanuel Halgan, il est le père d'Évariste Boulay-Paty.

## Publications
- Traite des faillites et banqueroutes, suivi de la revendication et d'un essai sur la déconfiture et les sursis. 1825, Bruxelles, Librairie de Jurisprudence de H. Tarlier, 1834. Ce traité traite du traitement des banqueroutes dans les lois française et belge. Il est dirigé vers les affaires commerciales entre les deux pays, et indiquent les points de convergence et de divergences des deux systèmes juriques.
- Cours de droit commercial maritime (1821)

## Pour approfondir